# Jamming with Edward!
Jamming With Edward! est un album paru en 1972 par trois membres des Rolling Stones (Mick Jagger, Charlie Watts, et Bill Wyman) accompagnés de Nicky Hopkins et Ry Cooder. Il est le résultat de jam-sessions du groupe en attendant l'arrivée de Keith Richards.

## Contexte
L'album a été enregistré au Studio Olympic de Londres au printemps 1969, lors des sessions pour l'album Let It Bleed, et sorti sur Rolling Stones Records en 1972. Il consiste en une série de jams exécutés par trois des membres du groupe en attendant le retour de Keith Richards en studio. La raison de l'absence de Richards est incertaine; bien que l'on pense généralement qu'elle était due à la présence de Cooder en tant que guitariste de soutien, le producteur Glyn Johns a attribué son absence à un appel téléphonique de sa petite amie Anita Pallenberg. Jamming with Edward! est classé à la 33e place du Billboard 200 aux États-Unis et à la septième place des meilleures ventes d'albums aux Pays-Bas.
« Edward » est un surnom du pianiste Nicky Hopkins, qui a été créé lors d'une conversation en studio entre Hopkins et un autre Rolling Stone, Brian Jones. Hopkins a également contribué à la couverture. Dans les notes originales, Mick Jagger décrit l’album comme « un beau morceau de connerie ... que nous avons coupé une nuit à Londres, en Angleterre, en attendant que notre guitariste se lève. L'album a rapidement été oublié (ce qui est peut-être une bonne chose...) J'espère que vous passerez plus de temps à écouter ce disque que ça nous en a pris pour l'enregistrer. » La version CD contient des notes supplémentaires rédigées par Mark Paytress, qui ajoutent plus de contexte et décrivent le résultat comme « une curiosité pour tous les curieux peut-être. »
Johns a dit à propos de l'album : « C'était juste une blague, vraiment. Ils ont juste joués pendant que j'enregistrais, et puis, je ne sais pas combien de temps plus tard, nous avons ressorti les bandes multipistes, je les ai mixées et ils les ont publiés. Cela ne justifiait pas vraiment la sortie de l'album, mais c'était correct, un peu amusant, et il y a de bonnes choses dessus. »
Selon le magazine Rolling Stone, la publication a été retardée de plusieurs mois en raison de l'apparition d'une erreur sur la pochette verso, partiellement recouverte d'étoiles dans la version finale.

## Titres
- Toutes les chansons écrites par Ry Cooder, Nicky Hopkins et Charlie Watts, sauf indication contraire.

| 1. | The Boudoir Stomp                          | 5:13 |
| 2. | It Hurts Me Too (Elmore James/Mel London)) | 5:12 |
| 3. | Edward's Thrump Up                         | 8:11 |

| 4. | Blow with Ry                                                                          | 11:05 |
| 5. | Interlude a la El Hopo - comprenant : The Loveliest Night of the Year (Webster, Ross) | 2:04  |
| 6. | Highland Fling                                                                        | 4:20  |

## Personnel
- Mick Jagger : Chant, harmonica
- Ry Cooder : Guitare
- Bill Wyman : Basse
- Nicky Hopkins : Claviers
- Charlie Watts : Batterie